# ووکاش اسکوروپسکی
ووکاش اسکوروپسکی (لهستانی: Łukasz Skorupski؛ زاده ۵ مهٔ ۱۹۹۱) بازیکن فوتبال اهل لهستان است.
وی همچنین در تیم ملی فوتبال لهستان بازی کرده‌است.